# Замглай (остановочный пункт)
Замглай (укр. Замглай) — пассажирский железнодорожный остановочный пункт Киевской дирекции Юго-Западной железной дороги на линии Чернигов — Новобелицкая, расположенный западнее села Ловынь (Черниговская область, Украина). Название остановочного пункта из-за болота Замглай, где расположен.

## История
Остановочный пункт был открыт в 1930 году в составе новой ж/д линии Чернигов—Новобелицкая. На станции осуществлялись продажа билетов на поезда местного следования без багажных операций.

## Общие сведения
Станция представлена одной боковой платформой. Имеет 1 путь. Нет здания вокзала. 

## Пассажирское сообщение
Ежедневно станция принимает две пары пригородных поездов сообщения Чернигов—Горностаевка.